# 南朱提郡
南朱提郡，中国南北朝时设置的郡。
南齐改朱提郡置南朱提郡，属宁州。治所在朱提县（今云南昭通市境）。辖境约当今云南省昭通市至昆明市东川区一带。下辖朱提县、汉阳县、堂狼县、南秦县。与北朱提郡、東朱提郡相区别称之为南朱提郡。南朝梁废南朱提郡，与北朱提郡、東朱提郡合并为朱提郡。